# 西田誠哉
西田 誠哉 （にしだ せいや、1925年4月  - 2003年8月20日）は、日本の外交官。国連大使、駐スイス特命全権大使、駐イタリア特命全権大使、外務省参与、愛知県顧問等を歴任。

## 人物
鳥取県鳥取市出身。1945年旧制東京産業大学（のちの一橋大学）卒業。短期現役士官として、大日本帝国海軍入隊し、1945年海軍経理学校卒業。同年終戦を迎える。1946年外務省入省。
連合王国、米国、イラン、オーストラリアでの在外勤務、経済局国際貿易課長、経済局次長を経て、外務省儀典長、国連大使、駐スイス特命全権大使、駐イタリア特命全権大使、国際花と緑の博覧会政府代表、外務省参与等を歴任。
1988年日伊協会顧問。2005年日本国際博覧会の招致等に尽力し、1991年から1999年まで二十一世紀国際博覧会担当の愛知県顧問を務め、1999年には2005年日本国際博覧会担当大使及び愛知県国際博アドバイザーに就任した。
1994年、勲二等旭日重光章受章。
2003年8月20日肺気腫のため東京都港区の病院で死去。享年78。千日谷会堂で葬儀・告別式が開催された。叙正三位。

## 家族
- 妻：華子（佐藤潤象元衆議院議員の孫、佐藤敏人（外務官僚、元サンフランシスコ総領事）の長女[7][8]）
- 義兄：佐藤晃一（日本銀行職員、ホテルオークラ社長）。
- 義叔父：佐藤朝生（内務官僚、人事院初代事務総長、総理府総務副長官、札幌冬季五輪組織委員会事務総長）[9]
- 義叔父：佐藤正二（外務官僚、外務事務次官、駐中国大使）[10][11]。

## 著作
- 「密接化する日豪関係--"東経135度の友人"（経済の動き・展望）」（世界週報.53（50）1972年12月12日）
- 「国際連合総会とは--総会の地位、任務と権限、その運営など」（時の法令（通号 369）1960年11月13日）
- 「日本と世界各国との貿易協定」（金融特報.5（65）1951年3月）